# 温琴佐·曼贾卡普雷
温琴佐·曼贾卡普雷（義大利語：Vincenzo Mangiacapre，1989年1月17日—），意大利男子拳击运动员。他曾代表意大利参加2012年和2016年夏季奥林匹克运动会拳击比赛，其中在2012年奥运会获得一枚铜牌。